# The New Seekers
The New Seekers — британський попгурт, утворений у червні 1969 року в Лондоні з ініціативи Кейта Потгера (Keith Potger). До складу гурту ввійшли: Ів Грейем (Eve Graham), справжнє ім'я якого Івелін Бітсон (Evelyn Beatson), 19.04.1943, Перт, Велика Британія — вокал; Лін Пол (Lyn Paul), справжнє ім'я Лінда Белчер (Lynda Belcher), 16.02.1949, Манчестер, Велика Британія — вокал; Марті Крістіен (Marty Kristian), справжнє ім'я Марк Вейнегс (Mark Vanags), 27.05.1945, Ліпск, Німеччина — вокал та Пітер Дойл (Peter Doyle), 28.07.1949, Мельбурн, Австралія — вокал.
Кейт Потгер, колишній учасник формації The Seekers, після її розпаду почав часто з'являтися на телебаченні з модним тоді гуртом New Edition. Це призвело до відродження зацікавленості до його колишнього гурту, тому 1969 року Потгер вирішив створити The New Seekers. Проте цього разу він перебрав на себе роль менеджера, а на сцені залишив місце для п'ятьох вокалістів. Деякі з учасників The New Seekers під час концертів грали на гітарах, але головною родзинкою гурту була досконала вокальна гармонія та чарівливий імідж. Також на своїх концертах гурт демонстрував вміння непогано танцювати та розігрувала невеликі комедійні сцени.
Спочатку своєї кар'єри The New Seekers здобули більше визнання серед американської публіки, яка дуже добре зустріла два записані гуртом хіти з репертуару Мелані Сафки: «Look What They've Done To My Song Ma» та «Beautiful People». Обидва потрапили до першої десятки американського чарту. Першим успіхом у Великій Британії став твір «Never Ending Song Of Love», який зайняв другу сходинку британського чарту. Ще більшу популярність мав запис «I'd Like To Teach The World To Sing», що спирався на музичну тему реклами «Coca-Cola», і який очолив чарти у багатьох країнах світу. Чималими хітами стали також запропонована на фестивалі «Євробачення» пісня «Beg Steal Or Borrow» та титульна пісня з записаного 1972 року альбому «Circle».
Однак вже наступного року гурту ледве вдалося потрапити до британського Тор 40 з творами «Come Softly To Me» (з репертуару The Fleetwoods) та «Nevertheless» (з репертуару Election). Проте записана наприкінці року пісня «You Won't Find Another Fool Like Me» знову підняла гурт на першу позицію британського чарту. Попри такий успіх, вже навесні 1974 року після запису ще одного хіта «І Get A Little Sentimental Over You» гурт припинив свою діяльність.
Через два роки, після отримання привабливої пропозиції з боку фірми «CBS», музиканти знову зібралися разом, але цього разу без Лін Пол та Марті Крістіена, яких замінили Кеті Енн Рей (Kathy Ann Rae) та Денні Фіни (Danny Finn). Проте новий сингл не зміг повторити успіху попередніх і розчаровані музиканти остаточно покинули гурт 1978 року.

## Дискографія
- 1970: Keith Rotger & The New Seekers
- 1971: The New Seekers
- 1971: Beautiful People
- 1972: New Colours
- 1972: We'd Like To Teach The World To Sing
- 1972: Never Ending Song Of Love
- 1972: Circles
- 1972: Live At The Albert Hall
- 1973: Now
- 1973: In Perfect Harmony
- 1974: Together
- 1974: Farewell Album
- 1975: The New Seekers
- 1978: Anthems
- 1978: New Seekers In Moscow
- 1982: The Best Of The New Seekers
- 1984: Fifteen Great Hits
- 1987: Greatest Hits
- 1995: Anthems — Their Greatest Hits

### Лін Пол
- 1975: Give Me Love

### Пітер Дойл
- 1977: Skip Deep